# Autostichinae
Sous-famille
Les Autostichinae sont une sous-famille de lépidoptères de la famille des Autostichidae.

## Liste des genres
D'après LepIndex, cette sous-famille est constituée des genres suivants :
- Apethistis
- Autosticha
- Demiophila
- Encrasima
- Epicoenia
- Galagete
- Ischnodoris
- Lasiodictis
- Nephantis
- Pachnistis
- Procometis
- Protobathra
- Ptochoryctis
- Semnolocha
- Stochastica
- Stoeberhinus